# Blandouet-Saint-Jean
Blandouet-Saint-Jean – gmina we Francji, w regionie Kraj Loary, w departamencie Mayenne. W 2013 roku liczba ludności wynosiła 640 mieszkańców. 
Gmina została utworzona 1 stycznia 2017 roku z połączenia dwóch ówczesnych gmin: Blandouet oraz Saint-Jean-sur-Erve. Siedzibą gminy została miejscowość Saint-Jean-sur-Erve.